# Харіні Амарасурія
Харіні Амарасурія (синг. හරිනි අමරසූරිය, там. அரிணி அமரசூரியா, нар. 6 березня 1970, Ґалле, Південна провінція, Шрі-Ланка) — шрі-ланкійський політик, соціолог і науковець, прем'єр-міністр Шрі-Ланки (з 24 вересня 2024 року).

## Біографія
Народилася в Ґалле, Південної провінції. Її батько був плантатором, а мати – домогосподаркою. Вона була наймолодшою з трьох. Вона є родичкою Генрі Вудворда Амарасурія, міністра торгівлі та комерції з 1948 по 1952 рік. Сім’я переїхала до Коломбо після того, як маєток її батька було передано уряду відповідно до Закону про земельну реформу 1972 року, де вона відвідувала Єпископський коледж з рік у США як студент по обміну .
Амарасурія отримала стипендію уряду Індії для вивчення соціології в індуїстському коледжі з 1991 по 1994 роки, закінчивши з відзнакою ступінь бакалавра мистецтв із соціології в Делійському університеті. Серед її сучасників в індуїстському коледжі були Імтіаз Алі та Арнаб Ґосвамі. Після повернення з Індії вона працювала медичним працівником у Nest Sri Lanka, працюючи з дітьми, які постраждали від цунамі. Через п'ять років вона здобула ступінь магістра прикладної антропології та антропології розвитку в Університеті Маккуорі, а потім ступінь доктора філософії з соціальної антропології в Единбурзькому університеті.
Вона приєдналася до Відкритого університету Шрі-Ланки на посаду старшого викладача на кафедрі соціальних наук у 2011 році після здобуття докторського ступеня, де згодом очолила кафедру. Амарасурія провела дослідження прав людини та етики в Шрі-Ланці за фінансування Європейської дослідницької ради та впливу радикальних християн на інакомислення в Шрі-Ланці за фінансування Інституту перспективних гуманітарних досліджень Единбурзького університету.
Ставши членом Федерації асоціації викладачів університетів (FUTA), вона взяла участь у профспілкових акціях, які вимагали кращих умов праці та справедливого ставлення до персоналу університету.
Амарасурія була прихильницею освітніх реформ, щоб справді забезпечити безплатну освіту, як це передбачав доктор Крістофер Вільям Віджекун Каннангара, коли безплатну освіту запровадили на Шрі-Ланці в 1938 році. Вона закликала до рівного доступу до якісної освіти незалежно від економічної потужності людей, таким чином забезпечуючи рівні освітні можливості для кожного, що зупиняє концепцію популярних шкіл у Шрі-Ланці. У зв’язку з цим у 2011 та 2012 роках Амарасурія проводила кампанію з FUTA за виділення урядом 6% ВВП на освіту. У 2023 році Шрі-Ланка виділяла лише 2% свого ВВП на освіту.

## Політика
Амарасурія приєдналася до Національної організації інтелектуалів у 2019 році та вела кампанію за кандидата від NPP Анура Кумара Діссанаяке під час президентських виборів у Шрі-Ланці у 2019 році. 12 серпня 2020 року вона була висунута та призначена NPP кандидатом у національному списку для входу до 16-го парламенту Шрі-Ланки після парламентських виборів у Шрі-Ланці 2020 року.
24 вересня 2024 року Амарасурія склала присягу як шістнадцятий прем'єр-міністр Шрі-Ланки. Вона є першим прем'єр-міністром своєї партії та третьою жінкою на цій посаді після Сірімаво Бандаранаіке та Чандріки Кумаратунги.